# 奧莉加·卡丘拉
奧莉加·謝爾蓋耶芙娜·卡丘拉（羅馬化：Olʹga Sergeyevna Kachura；1970年5月12日—2022年7月29日），婚前姓卡拉別特（Карабет），呼號科薩（Корса），烏克蘭俄烏戰爭親俄分離主義分子，頓涅茨克人民共和國頓涅茨克人民軍火箭砲兵師指揮官，軍銜警衛上校。她在陣亡之後被追授頓涅茨克人民共和國英雄和俄羅斯聯邦英雄。

## 生平
她於1970年5月12日出生於蘇聯烏克蘭蘇維埃社會主義共和國東部頓涅茨克州首府頓涅茨克，其出身於軍人世家：父親、祖父和曾祖父都是軍官。其畢業於頓涅茨克理工學院軍事學系，獲得彈道導彈制導系統軟件開發學位。卡拉貝特自1996年起在烏克蘭民警部門工作了16年，從一名調查員晉升到頓涅茨克警察局基洛夫地區部門的參謀長，軍銜警察中校，直至2012年被解僱。其後，卡拉貝特返回頓涅茨克定居並在銀行的安全部門工作。
她已婚，卡丘拉有一女葉蓮娜·卡拉別特（Елена Карабет）和一名養子謝爾蓋（Сергей），她稱養子從霍尔利夫卡一家被烏克蘭武裝部隊砲擊的孤兒院帶走收養。她從事舉重並領導霍尔利夫卡舉重聯合會。她曾表示在戰爭結束後，打算在頓巴斯農業學院完成學業並從事畜牧業。

## 事蹟
卡丘拉自2014年加入頓涅茨克人民軍以來，一直參與俄烏戰爭。她曾在頓涅茨克人民軍少將伊戈爾·貝茲勒（Игорь Безлер）領導的第3獨立機動步槍旅中服役。她是頓涅茨克人民軍唯一一名女性火箭砲兵師指揮官，以呼號「科薩」（Корса）為人所知，與她的姓氏相比，她更經常被稱為這個化名。「Корса」這個詞被字典解釋為奔跑、追逐、賽車。卡丘拉指揮軍事單位08803BM-21火箭炮兵師，該師的人員大約為140人。
卡丘拉參與對斯洛維揚斯克的突襲，在此期間，頓涅茨克人民軍的部隊設法奪取了成為其火箭炮師基礎的設備。她還參與了霍尔利夫卡、傑巴利采韋、洛格維諾沃、烏格列戈爾斯克、馬里尼夫卡和阿夫迪伊夫卡的戰鬥，多次受傷。2015年4月4日，卡丘拉晉升為上校。
卡丘拉在克里姆林宮宣傳頻道的採訪中稱她喜歡殺死烏克蘭人。據頓涅茨克人民共和國官方代表和軍事記者宣稱，在戰爭期間，烏克蘭曾多次試圖暗殺卡丘拉。烏克蘭執法機構指控卡丘拉本人在戰爭中犯下罪行，即砲擊定居點的平民區。烏克蘭內政部頓涅茨克地區總局局長維亞切斯拉夫·阿布羅斯金（Вячеслав Аброськин）指責卡丘拉的火箭炮師在2015年2月11日至12日在烏俄雙方在明斯克舉行的談判前夕砲擊傑巴利采韋並殺害平民。其還被指控在2017年12月18日砲擊新盧甘斯克的住宅區。2021年12月，卡丘拉被基輔舍甫琴科夫斯基地方法院以《烏克蘭刑法典》第258-3條「參與恐怖團體或恐怖組織」罪缺席審判，罪名成立，判處有期徒刑12年並沒收財產。

### 死亡
卡丘拉的死亡有多個版本。根據俄佔霍尔利夫卡市長伊萬·普里霍德科（Иван Приходько）在Telegram報告，卡丘拉於2022年7月29日在烏克蘭武裝部隊砲擊霍尔利夫卡期間死亡。根據親俄媒體《沙皇格勒》報導指，卡丘拉於8月3日13:30在連接霍尔利夫卡和亞西努瓦塔的高速公路上被針對性之攻擊下死亡。根據軍事記者尤里·科特諾克（Юрия Котёнка）的說法，卡丘拉可能在新里霍里夫卡地區被地雷炸死或由於被反戰車飛彈命中後陣亡。
2022年8月4日，頓涅茨克通訊社報導頓巴斯歌劇院舉行卡丘拉的告別儀式，出席者包括頓涅茨克人民共和國元首傑尼斯·普希林。在儀式尚未開始時，頓涅茨克多處地點，包括歌劇院遭到砲擊，俄媒指責烏軍故意砲擊儀式場地。同日卡丘拉安葬在頓涅茨克的頓涅茨克海公墓英雄巷。

## 榮譽
2022年8月3日，根據頓涅茨克人民共和國元首傑尼斯·普希林的法令，卡丘拉因「為保衛共和國的英勇事蹟、勇氣和英雄氣慨；為頓涅茨克人民共和國及其人民服務」被追授頓涅茨克人民共和國英雄稱號；2022年8月4日，根據俄羅斯總統弗拉基米爾·普京的№518總統令，卡丘拉因「在履行軍事職責時表現出的勇氣和英雄氣慨」被追授俄羅斯聯邦英雄稱號。
- 頓涅茨克人民共和國英雄[21]
- 俄羅斯聯邦英雄[22]
- 二級聖喬治十字勳章 (頓涅茨克人民共和國)[6]
- 三級聖喬治十字勳章 (頓涅茨克人民共和國)[6]
- 四級聖喬治十字勳章 (頓涅茨克人民共和國)[6]
- 霍尔利夫卡榮譽市民[5]